# ウォーラー郡 (テキサス州)
ウォーラー郡（英: Waller County）は、アメリカ合衆国テキサス州の東部に位置する郡である。2010年国勢調査での人口は43,205人であり、2000年の32,663人から32.3％増加した。郡庁所在地はヘンプステッド市（人口5,770人）であり、同郡で人口最大の都市はハリス郡などに跨っているケイティ市（人口14,102人）である。ウォーラー郡は1841年に設立され、郡名はバージニア州生まれで、オースティン市初代市長、テキサス独立宣言に署名したエドウィン・ウォーラーにちなんで名付けられた。
ウォーラー郡はヒューストン・シュガーランド・ベイタウン大都市圏に属している。

## 地理
アメリカ合衆国国勢調査局に拠れば、郡域全面積は518平方マイル (1,341 km2)であり、このうち陸地514平方マイル (1,331 km2)、水域は4平方マイル (10 km2)で水域率は0.94％である。

### 主要高規格道路
- 州間高速道路10号線
- アメリカ国道90号線
- アメリカ国道290号線
- テキサス州道6号線

### 隣接する郡
- グライムズ郡 - 北
- モンゴメリー郡 - 北東
- ハリス郡 - 東
- フォートベンド郡 - 南
- オースティン郡 - 西
- ワシントン郡 - 北西

## 人口動態
以下は2000年国勢調査による人口統計データである。
| 基礎データ - 人口：32,663人 - 世帯数：10,557 世帯 - 家族数：7,748 家族 - 人口密度：25人/km2（64人/mi2） - 住居数：11,955軒 - 住居密度：9軒/km2（23軒/mi2） 人種別人口構成 - 白人：57.83% - アフリカン・アメリカン：29.25% - ネイティブ・アメリカン：0.49% - アジア人：0.38% - 太平洋諸島系：0.02% - その他の人種：10.28% - 混血：1.76% - ヒスパニック・ラテン系：19.42% 年齢別人口構成 - 18歳未満：25.7% - 18-24歳：18.1% - 25-44歳：26.4% - 45-64歳：20.5% - 65歳以上：9.4% - 年齢の中央値：30歳 - 性比（女性100人あたり男性の人口） - 総人口：98.7 - 18歳以上：96.1 | 世帯と家族（対世帯数） - 18歳未満の子供がいる：35.1% - 結婚・同居している夫婦：55.7% - 未婚・離婚・死別女性が世帯主：13.0% - 非家族世帯：26.6% - 単身世帯：21.0% - 65歳以上の老人1人暮らし：7.5% - 平均構成人数 - 世帯：2.79人 - 家族：3.25人 収入と家計 - 収入の中央値 - 世帯：38,136米ドル - 家族：45,868米ドル - 性別 - 男性：34,447米ドル - 女性：25,583米ドル - 人口1人あたり収入：16,338米ドル - 貧困線以下 - 対人口：16.0% - 対家族数：11.5% - 18歳未満：20.0% - 65歳以上：12.3% |

## 経済
持ち運びできる冷蔵庫の製造者、イグルー・コーポレーションが、郡内のブルックシャーとケイティの間の未編入領域に本社を置いている。2004年、イグルーは郡内で管理部門、物流製造を統合していると発表した。

## 都市と町
- ヘンプステッド - 郡庁所在地
- ケイティ †
- ブルックシャー
- パッティソン
- パインアイランド
- プレーリービュー
- ウォーラー

† ケイティはハリス郡で法人化されており、一部がウォーラー郡とフォートベンド郡に入っている。

### 未編入の町
- フィーリズストア
- モナビル

## 交通

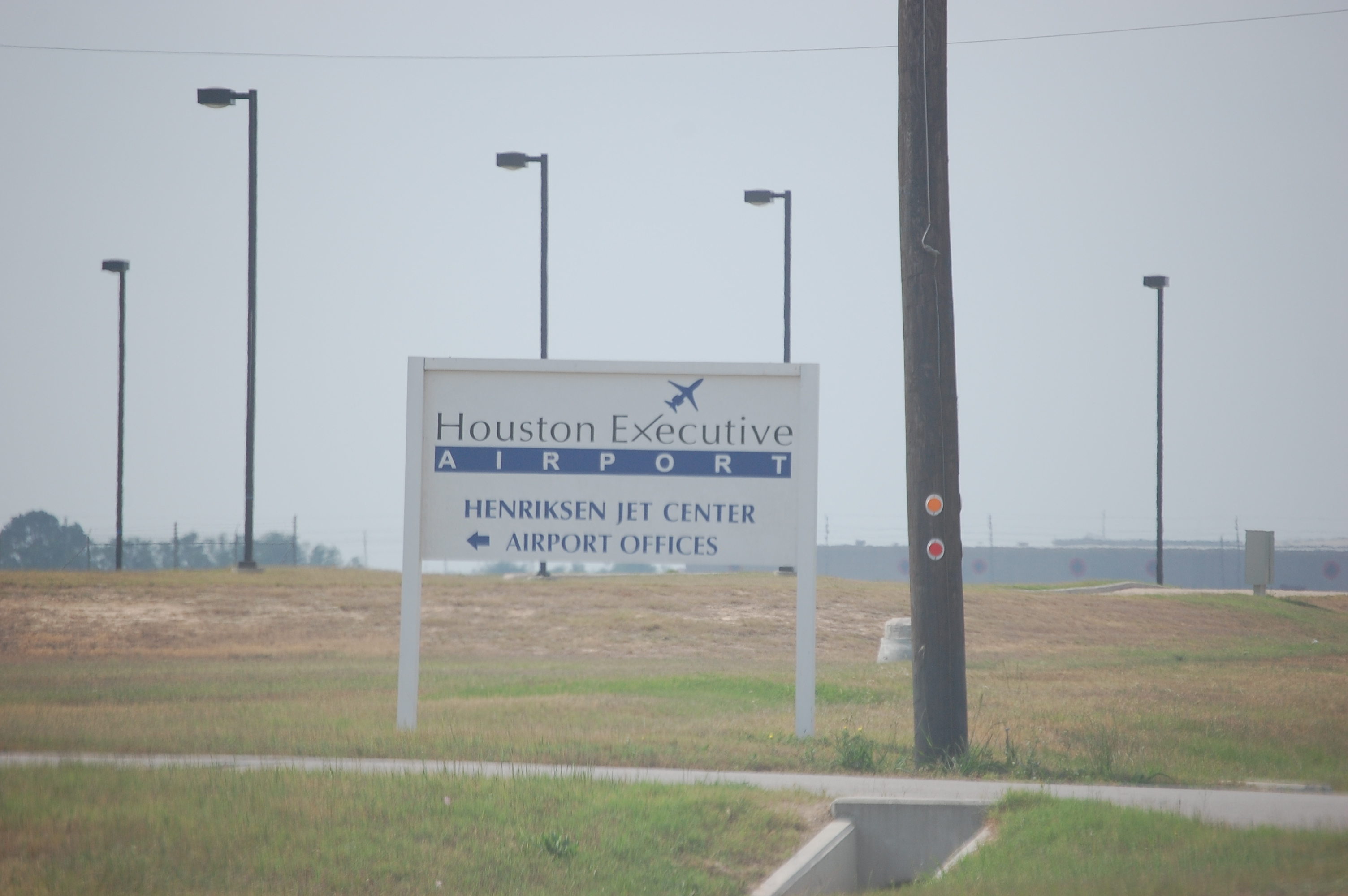
ヒューストン・イグゼクティブ空港

現在計画中のトランス・テキサス・コリダーの TTC-69路線が郡内を通ることになる。
ヒューストン・イグゼクティブ空港がブルックシャーとケイティの間の未編入領域にある。スカイダイブ・ヒューストン空港（スカイレイク空港）が郡内の未編入領域にある。
ヒューストン空港システムによれば、ハリス郡ヒューストン市にあるジョージ・ブッシュ・インターコンチネンタル空港の主要サービス範囲にウォーラー郡が入っている。更にヒューストン市内にあるウィリアム・P・ホビー空港も商業便を運行している。

## ザ・ウォーラー・タイムズ
『ザ・ウォーラー・タイムズ』は毎週月曜日発行の地方ニュースとスポーツニュースを掲載する新聞である。1991年に創刊され、現在も創業者家族が所有し運営している。

## 教育
ウォーラー郡の公教育は下記4つの独立教育学区が管轄している。
- ヘンプステッド独立教育学区
- ロイヤル独立教育学区
- ケイティ独立教育学区、一部は隣接郡内
- ウォーラー独立教育学区、一部は隣接郡内

## 選挙権論争
昔から黒人の大学であるプレーリービューA&M大学の学生が、郡内で投票することを認めるか、郡役人が躊躇していることについて議論が交わされてきた。